# Wild Hearts
Wild Hearts è un videogioco sviluppato da Omega Force. Pubblicato da Electronic Arts sotto l'etichetta EA Originals, il gioco viene distribuito a partire dal 17 febbraio 2023 per PlayStation 5, Xbox Series X e Series S e Microsoft Windows.

## Sviluppo
Wild Hearts è stato annunciato nel settembre 2022, dopo quattro anni di sviluppo.

## Accoglienza
Secondo la rivista Famitsū nella prima settimana di lancio in Giappone Wild Hearts ha venduto 26 905 copie per PlayStation 5.